# Левое либертарианство
Ле́вое либертариа́нство (англ. left-libertarianism) (иногда эгалитарное либертарианство, социальное либертарианство) — термин, используемый для обозначения нескольких различных либертарианских политических движений и теорий левого толка.
Для левого либертарианства, как это определяют его современные теоретики, такие как Питер Валлентайн, Гилель Штайнер и Майкл Оцука, общей является доктрина, которая декларирует твердое стремление к личной свободе и эгалитарную точку зрения по поводу природных ресурсов, полагая, что никому не должно быть позволено требовать частной собственности на ресурсы в ущерб другим. Некоторые левые либертарианцы такого рода поддерживают в той или иной форме перераспределение доходов на основании требования каждого отдельного лица в связи с его правом на равную долю природных ресурсов. Социальные анархисты, в том числе Мюррей Букчин, анархо-коммунисты, такие как Пётр Кропоткин, и анархо-коллективисты, такие как Михаил Бакунин, иногда называются левыми либертарианцами. Ноам Хомский тоже говорит о себе как о левом либертарианце. Этот термин иногда используется как синоним либертарного социализма или используется в качестве самоназвания геоистами, которые поддерживают идею выплаты земельной ренты обществу. Леволибертарианские партии, такие как зелёные, разделяют с «традиционным социализмом недоверие к рынку, частным инвестициям, установленным этическим нормам, а также к убеждениям, провозглашающим расширение социального государства».
Правые либертарианцы, в отличие от левых, считают несправедливыми любые ограничения на использование или присвоение. Радикальные правые либертарианцы считают, что отдельные лица имеют право на присвоение бесхозных вещей, заявляя его (обычно путём привнесения своего труда), и отрицают любые другие условия или соображения как значимые. Таким образом, они считают, что нет никаких оснований для того, чтобы государство перераспределяло ресурсы в пользу нуждающихся или устраняло сбои рыночного механизма.
В отличие от приведенного выше определения, некоторые анархисты, которые поддерживают частную собственность на ресурсы и свободный рынок, называют себя левыми либертарианцами, а также используют различные определения для правого либертарианства. К ним относятся Родерик Трейси Лонг и Сэмюэль Эдвард Конкин. Другие авторы, такие как Дэвид Делеон (англ. David DeLeon), не считают частнособственнический анархизм свободного рынка левым.

## Собственность и природные ресурсы
См. также: Геолибертарианство, Джорджизм

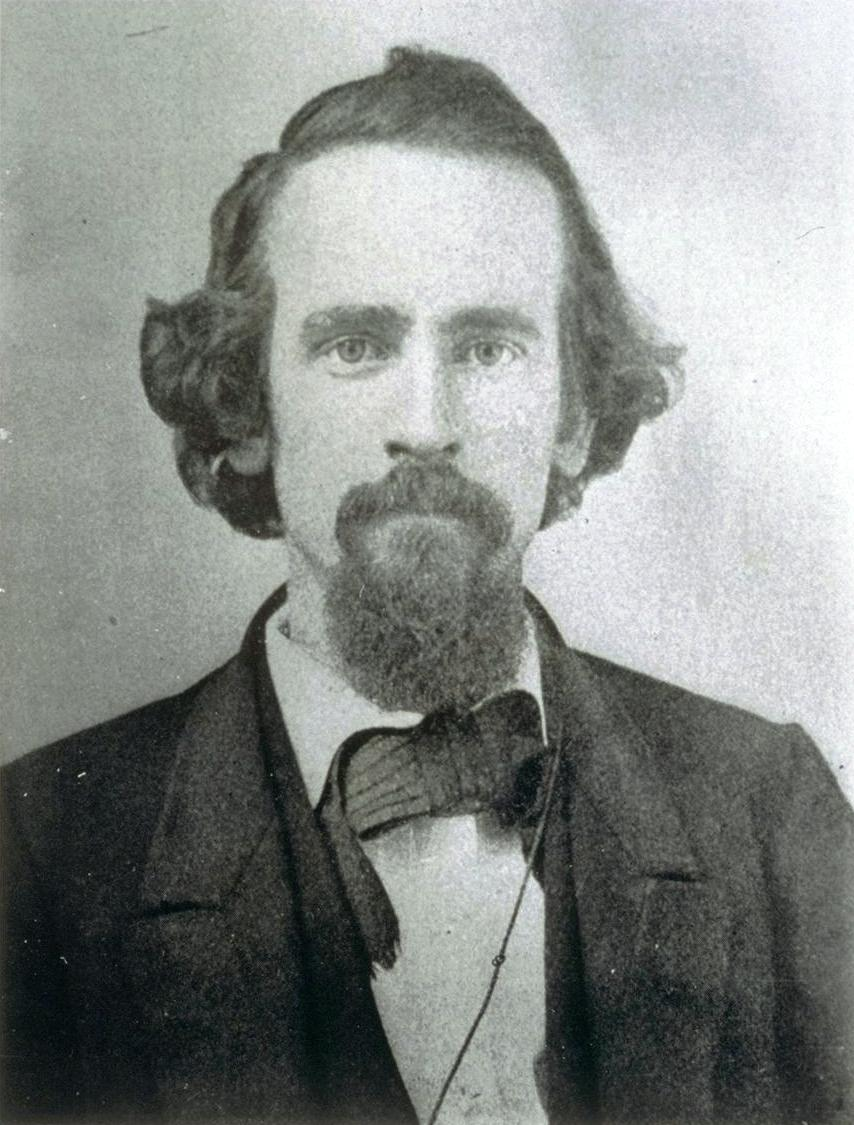
Генри Джордж (1839 – 1897) предлагал отменить все налоги, кроме налога на пользование землёй

Правое либертарианство считает несправедливыми любые ограничения на использование или присвоение. Согласно данной философии отдельные лица имеют право на присвоение бесхозных вещей, заявляя его (обычно путём привнесения своего труда) и отрицая любые другие условия или соображения как значимые. Таким образом, нет никаких оснований для того, чтобы государство перераспределяло ресурсы в пользу нуждающихся или устраняло сбои рыночного механизма.
Либертарианская теория делает очень сильный акцент на праве частной собственности. Правые либертарианцы защищают laissez-faire-капитализм и свободный рынок, причем некоторые из них полагают, что право собственности является основой всех остальных прав или что все подлинные права могут быть поняты как право собственности, коренящееся в суверенитете личности (либертарианцы могут и делают отличия от понятия интеллектуальной собственности). Однако Питер Валлентайн и некоторые другие левые либертарианские философы занимают более умеренную — и, по их мнению, реалистичную — позицию. Они отличаются от большинства либертарианцев в этом вопросе тем, что Роберт Нозик называет «первичные способы приобретения активов». То есть вопрос в том, как изначально возникло право собственности и каким образом имущество было первоначально приобретено.
Такие либертарианцы считают, что «дикое» является бесхозным и что бесхозные ресурсы присваиваются в собственность путём использования. При этом они обычно ссылаются на принцип гомстеда. По словам Джона Локка, когда человек «привносит свой труд» к ранее бесхозному объекту, он получает его в собственность. Человек, который обрабатывает поле в дикой местности, в силу «привнесения его личности» к земле, становится его законным владельцем (при условии локковской оговорки, что такая же хорошая земля остаётся свободной, чтобы её могли занять другие).
Валлентайн и некоторые другие левые либертарианцы считают, что целинные земли в принципе принадлежат всем людям в той или иной области. Поскольку земля не распределяется заранее и (как они утверждают) поскольку нет никаких оснований полагать, что при прочих равных некоторые люди заслуживают больше собственности, чем другие, то имеет смысл считать ресурсы общей собственностью. Таким образом, эта школа левого либертарианства отрицает, что первое использование или «смешение труда» имеет отношение к собственности. Как таковое, оно утверждает, что любая леволибертарианская теория должна выстраивать свою социальную и правовую систему вокруг этой идеи обеспечения общей собственности. Различные сторонники этой школы мысли имеют разные представления о том, как можно обеспечить право собственности. Некоторые считают, что надо получить какое-либо разрешение от сообщества на использование ресурсов. Другие утверждают, что люди должны иметь возможность получать землю в собственность в обмен на определённого вида ренту, то есть они должны либо выплачивать налог на прибыль, полученную от выделенных ресурсов, либо передавать продукт этих ресурсов в общее достояние.
Экономисты, начиная с Адама Смита, полагали, что земельный налог не вызовет экономической неэффективности, несмотря на их опасения, что другие формы налогообложения сделают это. Тот же прогрессивный налог, то есть налог, уплаченный в первую очередь богатыми, ведёт экономику к кредитным и имущественным пузырям. Ранние сторонники этой точки зрения включают Томаса Пейна, Герберта Спенсера и Гуго Гроция, но сама эта концепция была широко популяризирована политэкономом и социальным реформатором Генри Джорджем. Джордж считал, что люди должны владеть плодами своего труда и ценностью улучшений, которые они создают, таким образом, он выступал против тарифов, налогов на прибыль, налогов с продаж, налогов на имущество и любых других налогов на производство, потребление или богатство. Джордж был одним из самых стойких защитников свободных рынков, а его книга «Протекционизм или свободная торговля» была зачитана в отчёте Конгресса США.
Первые последователи философии Джорджа называли себя «сторонниками единого налога» (англ. single taxers), потому что они полагали, что единственный экономически и морально легитимный налог — это налог на аренду земли. Термин «джорджизм» был придуман позже, хотя некоторые современные сторонники предпочитают вместо этого менее одноимённый термин «геоизм», оставляя значение гео- (от греческого geo , означающего «земля») намеренно двусмысленным. Термины «разделение земли», «геономика» и «геолибертарианство»  используются некоторыми джорджистами для представления различий в акцентах или различных идеях о том, как доходы от налога на землю должны быть потрачены или перераспределены между членами общества, но все согласны с тем, что экономическая рента должна быть взыскана с частных землевладельцев.
Геолибертарианство является политическим движением и идеологией, которая синтезирует либертарианство и геоистическую теорию, традиционно известную как джорджизм. Геолибертарианцы, как правило, выступают за распределение земельной ренты между общинами через налог на стоимость земли, как это было предложено Генри Джорджем и до него другими авторами. По этой причине их часто называют сторонниками единого налога (англ. single taxers). Фред Фолдвари ввел слово «геолибертарианство» в статье под названием «Земля и свобода». В случае геоанархизма, предложенного волюнтаристами-геолибертарианцами, арендная плата должна собираться частными ассоциациями с возможностью при желании отделиться от геокоммунитета (и не получать услуги геосообщества).

## Прогрессивное либертарианство
Первая попытка сближения послевоенного либертарианского движения в США с левыми произошла в 1960-х, когда экономист австрийской школы Мюррей Ротбард поставил под вопрос традиционный альянс либертарианцев с правыми в свете войны во Вьетнаме. В течение этого периода Ротбард отстаивал стратегические альянсы с новыми левыми по таким вопросам, как призыв на военную службу и права чернокожего населения.
Работая с радикалами, такими как Рональд Радош, Ротбард утверждал, что сложившееся понимание американской истории, по которому правительство является противовесом хищническим корпоративным интересам, фундаментально неверно. Напротив, он утверждал, что вмешательство государства в экономику в основном помогало состоявшимся игрокам в ущерб маргинальным группам, в ущерб свободе и равенству. Кроме того, «феодально-разбойничий период», столь симпатичный правым и презираемый левыми в качестве реализации принципа laissez-faire (невмешательства), не был реализацией невмешательства для всех, так как в то время капиталу предоставлялись массовые государственные привилегии. Ротбард критиковал «бешеный нигилизм» либертарианцев, но также подверг критике и либертарианцев, которые соглашались только с тактикой просвещения в деле свёртывания государства. Он считал, что либертарианцам следует принимать любую доступную им и не являющуюся аморальной тактику, чтобы добиться свободы. Сам Ротбард в конце концов порвал с левыми, объединившись с растущим палеоконсервативным движением.
Некоторые либертарианские мыслители, опираясь на работу Ротбарда во время его союза с левыми и мысли Карла Гесса, всё чаще отождествляют себя с левыми по ряду вопросов. Например Сэмюэль Эдвард Конкин III, Родерик Трейси Лонг, Кевин Карсон, Чарлз Джонсон (англ. Charles W. Johnson), Шелдон Ричман, Крис Мэтью Скьябарра и Гэри Шартье. Эти либертарианцы согласны с Ротбардом, что реально существующий капитализм даже смутно не напоминает свободный рынок и что корпорации, существующие в настоящее время, являются бенефициарами и главными сторонниками государственных привилегий в экономике. По этой логике, у либертарианцев одно общее дело с антикорпоративными левыми. Сближение с левыми привело многих либертарианцев к отказу от некоторых традиционных либертарианских позиций, таких как враждебность по отношению к профсоюзам и поддержка интеллектуальной собственности, или, по меньшей мере, к ограничению действия реального права собственности сферой использования и занятий.
Называя себя левыми рыночными анархистами или рыночными левыми либертарианцами, такие либертарианцы также значительно больше, чем палеолибертарианцы или иные либертарианцы, имеют узнаваемые левые позиции. Принимая традиционные либертарианские позиции, в том числе в вопросе наркотиков, оружия и гражданских свобод, эти либертарианцы с большей вероятностью занимали более отчетливо левые позиции по таким разнообразным вопросам, как феминизм, гендер и сексуальность, классы, иммиграция и защита окружающей среды. Родерик Т. Лонг и Чарлз Джонсон также призывали к восстановлению существовавшего в девятнадцатом веке союза между либертарианством и радикальным феминизмом.
Представители этой школы, как правило, призывают к упразднению государства, утверждая, что огромные различия в богатстве и социальном влиянии являются результатом применения агрессии, особенно государственной, применяемой для кражи земли и захвата земли, а также для приобретения и сохранения особых привилегий. Они считают, что в обществе без государства те виды привилегий, которые обеспечиваются государством, будут отсутствовать, и несправедливость, совершаемая или допускаемая государством, может быть исправлена, и, таким образом, делают вывод, что с устранением государственного вмешательства можно будет достичь "социалистических целей рыночными средствами". По словам либертарианского ученого Шелдона Ричмана,
Левые либертарианцы одобряют солидарность рабочих против начальства, поддерживают самозаселение бедняков в государственные или покинутые дома и предпочитают, чтобы корпоративные привилегии были отменены до того, как регулирующие ограничения на использование этих привилегий могут быть отменены. Для них Walmart — символ корпоративного фаворитизма, поддерживаемый государственными субсидиями на строительство автострад и законами о принудительном отчуждении частных земель. Они с подозрением относятся к идее «корпорации — тоже люди» и сомневаются, что потогонки третьего мира станут «лучшим решением» при отсутствии государственного вмешательства. Левые либертарианцы не склонны к участию в избирательной политике, мало доверяя стратегии работы вместе с государством. Они предпочитают разрабатывать альтернативные институты и методы работы помимо.
Агоризм, либертарианское течение, основанное Сэмюэлем Эдвардом Конкиным III, пропагандирует контрэкономику, уход от налогообложения, работу на чёрном или сером секторах рынка и по возможности бойкот большего числа несвободных, облагаемых налогом, рынков, предполагая, что в результате основанные на добровольных началах частные организации вытеснят организации, контролируемые государством.
Конкин охарактеризовал агоризм как форму левого либертарианства (в частности, левого рыночного анархизма) и утверждал, что агоризм является стратегической ветвью рыночного анархизма.

## Школа Штайнера — Валлентайна
Современные леволибертарианские учёные, такие как Гилель Штайнер, Питер Валлентайн и Майкл Оцука, внедряют экономический эгалитаризм в классические либеральные концепции самопринадлежности и присвоения земли в сочетании с геоистическими или физиократическими взглядами на собственность на землю и природные ресурсы (например, взгляды Джона Локка и Генри Джорджа). Они считают, что никто не вправе требовать частной собственности на природные ресурсы в ущерб другим.
Нераспределённые природные ресурсы либо никому не принадлежат, либо находятся в общем владении, и частные ассигнования являются законными только в том случае, если каждый может присвоить равное количество или если частные ассигнования облагаются налогом для компенсации тем, кто исключен из пользования природными ресурсами. Большинство левых либертарианцев поддерживают некоторую форму перераспределения доходов на основании требования каждого человека иметь право на равную долю природных ресурсов.
Ряд левых либертарианцев этой школы выступают за желательность некоторых государственных программ социального обеспечения.

## Либертарный социализм

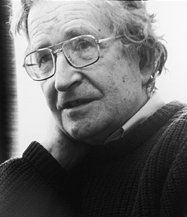
Ноам Хомский, известный современный представитель либертарного социализма

Либертарный социализм (также называемый анархическим социализмом или социалистическим либертарианством) — группа антиавторитарных политических философий внутри социалистического движения, которая отвергает социализм, основанный на государственной собственности и централизованном управлении экономикой, а иногда и само государство. Либертарные социалисты критикуют отношения найма рабочей силы, предлагая вместо них самоуправление работников и децентрализованные структуры политической организации. Они утверждают, что общество, основанное на свободе и справедливости, может быть достигнуто путем упразднения авторитарных институтов, которые контролируют основные средства производства и подчиняют большинство людей классу имущих, экономической и политической элите. Либертарные социалисты выступают за децентрализованные структуры, основанные на прямой демократии и федеративной или конфедеративной организации, такие как либертарный муниципализм, гражданские ассамблеи, профсоюзы и рабочие советы. Они призывают к установлению свободных и добровольных человеческих отношений путем выявления, критики и практического демонтажа нелегитимной власти во всех аспектах человеческой жизни.
Политические философии прошлого и настоящего, которые характеризуются как либертарно-социалистические, включают в себя социальный анархизм (в том числе анархо-коммунизм, анархо-коллективизм, анархо-синдикализм и мютюэлизм) , а также автономизм, коммунализм, партисипизм, гильдейский социализм, революционный синдикализм, либертарный марксизм (в том числе коммунизм рабочих советов и люксембургианство) и некоторые версии утопического социализма и индивидуалистического анархизма.

## Критика
Критика левого либертарианства ведётся как справа, так и слева. Правые либертарианцы, такие как Роберт Нозик, считают, что права распоряжаться собой и приобретать собственность могут не соответствовать эгалитарным принципам, и люди должны просто следовать локковской идее не ухудшать положение других.
Философ Джеральд Аллан Коэн, основоположник аналитического марксизма, резко критиковал акцент левых либертарианцев на равнозначной ценности суверенитета личности и равенства. В своей работе «Суверенитет личности, свобода и равенство» (1995) Коэн утверждал, что любая система, которая принимает принцип равенства и приводит его в исполнение, серьёзно не согласуется с полным суверенитетом личности и «негативной свободой» в либертарианской мысли.
Том Гордон Палмер из Института Катона отреагировал на коэновскую критику в своем «Критическом обзоре» и составил указатель критической литературы по либертарианству в библиографическом обзоре своего эссе «Литература свободы» (1998).